# Gonzalo Anes Álvarez de Castrillón
Gonzalo Anes Álvarez de Castrillón, I marquès de Castrillón (Trelles, Cuaña, Astúries, 10 de desembre de 1931 - Madrid, 31 de març de 2014) va ser un economista, professor i historiador espanyol.
Pertanyia a una família hidalga asturiana, va cursar els seus primers estudis en Navia i Avilés. Obté la llicenciatura en Ciències Econòmiques i Empresarials per la Universitat Complutense de Madrid el 1957 i aconsegueix el grau de Doctor en Ciències Econòmiques per la mateixa Universitat el 1966, amb la tesi titulada Problemas de la agricultura española en el tránsito del Antiguo al Nuevo Régimen. Amb aquesta tesi aconsegueix el premi Taurus per a llibres de recerca de Ciències Socials, que va ser publicat amb el títol Las crisis agrarias en la España moderna.
Amplia els seus estudis en La Sorbona de París durant el curs 1959-1960, on coneix i segueix els ensenyaments de Pierre Vilar, Ernest Labrousse i Fernand Braudel.
Després d'exercir com a professor ajudant i adjunt en la Facultat de Ciències Polítiques i Econòmiques de Madrid, el 1967 obté per oposició la Càtedra d'Història Econòmica Mundial i d'Espanya de la Facultat de Ciències Econòmiques de la Universitat de Santiago de Compostel·la i, el 1968, la d'Història i Institucions Econòmiques de la Facultat d'Econòmiques de la Universitat Complutense de Madrid. Al juny de 1978 fou escollit membre de nombre de la Reial Acadèmia de la Història i director el 1998. És membre de l'Associació Espanyola de Ciències Històriques, de l'Institute for Advanced Study de Princeton, i de l'Associació d'Història Econòmica Internacional, fundador del Centre d'Estudis de Política Exterior, vicepresident de la Fundació Duques de Soria, president de la Societat Espanyola d'Estudis del Segle XVIII, i patró i president del Reial Patronat del Museu del Prado, vocal de la junta de govern de la Fundació Príncep d'Astúries. conseller del Banc d'Espanya el 1983 i 1986. i director de la revista "Moneda y Crédito".

## Premis i distincions
- Premi Rei Jaume I d'Economia (2009).[14]
- Premio Nacional de Historia de España 1995 per El siglo de las luces.
- Doctor Honoris causa en Ciències Econòmiques i Empresarials per la Universitat d'Oviedo.
- Doctor Honoris causa per la Universitat d'Alacant.
- Gran creu de l'Orde d'Alfons X el Savi, el 1999.[15]
- Cavaller gran creu de l'Orde d'Isabel la Catòlica, en 2002.[16]
- Premi Taurus (1967), per la seva tesi doctoral.
- Premi Rei Joan Carles I d'Economia (2006)

## Obres
- El siglo de las luces Alianza Editorial, S.A., 2001. (ISBN 84-206-9569-6)
- El abastecimiento de Madrid durante la primera mitad siglo XIX. Ayuntamiento de Madrid, 1982. (ISBN 84-500-7969-1)
- Las colecciones reales y la fundación del Museo del Prado. Fundación Amigos del Museo del Prado, 1996. (ISBN 84-606-2701-2)
- Las crisis agrarias en la España moderna. Taurus Ediciones, S.A. Grupo Santillana, 1981. (ISBN 84-306-3016-3)
- Cultivos, pastoreo, diezmos y "Ley agraria" en España. Real Academia de la Historia, 1998. (ISBN 84-89512-24-8)
- Economía e ilustración, en la España del siglo XVIII. Editorial Ariel, S.A., 1973. (ISBN 84-344-0669-1)
- Economía y sociedad en la Asturias del Antiguo Régimen. Editorial Ariel, S.A., 1988. (ISBN 84-344-6561-2)
- El antiguo régimen: los Borbones. Alianza Editorial, S.A., 1985. (ISBN 84-206-2044-0)
- La ley agraria. Alianza Editorial, S.A., 1995. (ISBN 84-206-2820-4)
- Una reflexión sobre Europa para los españoles de la última generación. Editorial Biblioteca Nueva, S.L., 1998. (ISBN 84-7030-522-0)
- Los señoríos asturianos. Gran Enciclopedia Asturiana Silverio Cañada, 1989. (ISBN 84-7286-286-0)
- La corona y la América del siglo de las luces. Marcial Pons, Ediciones Jurídicas y Sociales, S.A. (ISBN 84-7248-231-6)
- Historia económica y pensamiento social. Alianza Editorial, S.A., 1983. (ISBN 84-206-8059-1)
- Jornadas sobre el Real Sitio de San Fernando y la Industria del siglo XVIII. Ayuntamiento de San Fernando de Henares, 1997. (ISBN 84-922052-1-0)
- Informes en el expediente de Ley Agraria: Andalucía y La Mancha, 1768. Ministerio de Economía y Hacienda. Centro de Publicaciones, 1990. (ISBN 84-7196-879-7)
- Oviedo en 1753. Tabapress, S.A., 1990. (ISBN 84-86938-45-7)
- Espacios de poder: El Escorial. Caja de Ahorros y Monte de Piedad de Madrid, 1991. (ISBN 84-606-0531-0)
- Vida cotidiana en tiempos de Goya. Lunwerg Editores, S.A., 1996. (ISBN 84-7782-413-4)
- Historia económica de España. Siglos XIX y XX. Galaxia Gutenberg; Círculo de Lectores, S.A., 2000. (ISBN 84-8109-268-1)
- Campomanes en su II Centenario. Real Academia de la Historia. (ISBN 84-95983-22-2)
- Catálogo de exposición de economía, sociedad política y cultural en la España de Isabel II. Real Academia de la Historia, 2004. (ISBN 84-95983-34-6)